# Фидалго (острво)
Фидалго (острво) (енгл. Fidalgo Island) је острво САД које припада савезној држави Washington. Површина острва износи 107 km². Према попису из 2000. на острву је живело 20700 становника.